# Heteropoda elatana
Heteropoda elatana là một loài nhện trong họ Sparassidae.
Loài này thuộc chi Heteropoda. Heteropoda elatana được Embrik Strand miêu tả năm 1911.